# 上海通信图书馆
上海通信图书馆是上海歷史上的一個私人圖書館。
1921年5月1日，应修人在上海天津路44号創辦上海通信图书馆。後來搬遷到横浜路天寿里91号。1925年五卅运动期间，上海通信图书馆成立了中国共青团支部；同年，应修人等加入中国共产党。1925年，上海通信图书馆又搬遷至宝山路三德里。1925年8月起，圖書館出版《上海通信图书馆月报》。1929年5月4日，上海通信图书馆被中國国民党上海市党部、上海市教育局、上海市公安局等機構查封。全部图书被被上海市教育局接收，1930年改组为上海市立流通图书馆。上海市教育局对原有藏书進行審查。新圖書館于1930年10月1日在南市的邑庙戏台重新开放。